# Ruda (powiat stalowowolski)
Ruda – wieś w Polsce położona w województwie podkarpackim, w powiecie stalowowolskim, w gminie Bojanów. Do końca 2017 roku był to przysiółek wsi Przyszów.
| SIMC    | Nazwa   | Rodzaj     |
| ------- | ------- | ---------- |
| 0789045 | Nieroda | przysiółek |

W latach 1975–1998 przysiółek administracyjnie należał do województwa tarnobrzeskiego.